# 特魯特倫縣 (喬治亞州)
特魯特倫縣（英語：Treutlen County）是美國喬治亞州中部的一個縣。面積524平方公里。根據美國2000年人口普查，共有人口6,854人。縣治索珀頓（Soperton）。
成立於1917年8月21日。縣名紀念州憲生效後首任州長約翰·亞當·特魯特倫（John Adam Treutlen）。